# King Solomon's Mines (1985)

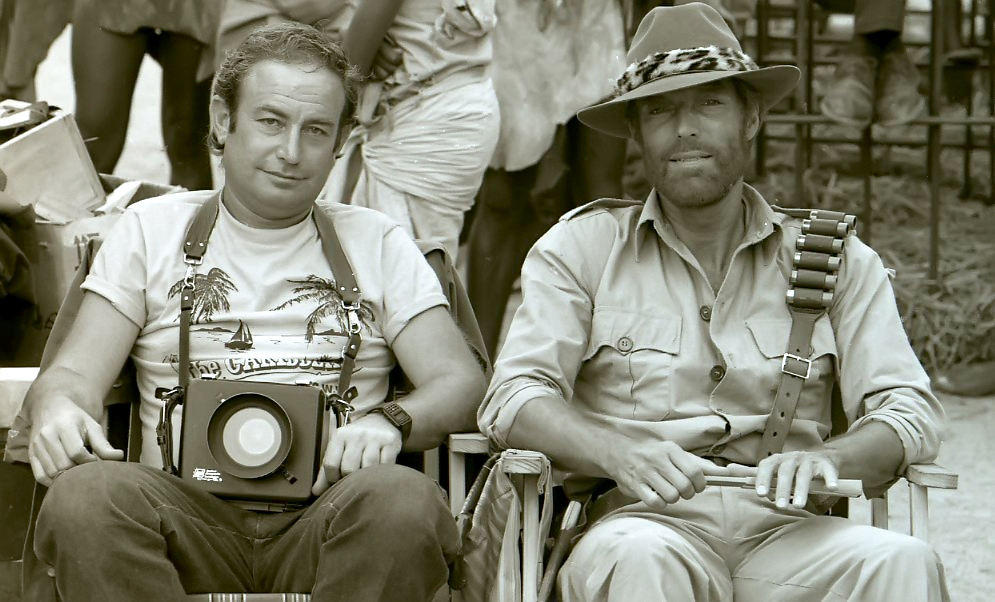
Fotograaf Yoni S. Hamenachem met Richard Chamberlain op de filmset van King Solomon's Mines

King Solomon's Mines is een Amerikaanse film uit 1985 van J. Lee Thompson en is een komische verfilming van de gelijknamige avonturenroman van Henry Rider Haggard uit 1885. De film ging in de Verenigde Staten in première op 22 november 1985 en in Nederland in hetzelfde jaar op 19 december.
De film hoopte mee te liften op het succes van de Indiana Jones-reeks. Had oorspronkelijk de eerste uit een trilogie moeten worden. Daarom werden er twee films achter elkaar opgenomen, eerst deze boekverfilming en daarna Allan Quatermain and the Lost City of Gold die in 1987 werd uitgebracht. Een idee voor een derde film zou gebaseerd worden op de roman She and Allan van dezelfde schrijver. Een ander plan was dat deze Allan Quatermain and the Jewel of the East zou gaan heten.
Filmopnames werden onder andere gemaakt in de Verenigde Staten en in Zimbabwe, net buiten Harare.

## Verhaal
De film speelt zich aan het begin van de 20e eeuw af, tijdens de Wedloop om Afrika. Jesse (Stone) is aangekomen in Afrika en komt in aanraking met de avonturier en Afrika-kenner Allan Quatermain (Chamberlain). Ze vertelt hem dat ze op zoek is naar haar verdwenen vader, die weer op zijn beurt op zoek ging naar de mijnen van koning Salomo. Quatermain gelooft eerst niet in de legende van de mijnen, maar gaat dan toch overstag. Samen met de inheemse Umbopo, die als gids optreedt gaan ze op zoek en betreden een nog niet in kaart gebracht deel van het continent. Het blijkt dat de vader van Jesse gevangen is genomen door een Duitse expeditie, geleid door een kolonel en een Turkse slavenhandelaar, die dezelfde mijnen wil ontdekken. Het lukt de drie om Jesse's vader te bevrijden en hierna volgt een wedloop om wie als eerste bij de mijnen komen. De twee groepen komen tijdens hun zoektocht regelmatig met elkaar in botsing. De mysterieuze Umbopo blijkt de verbannen koning van de stam Kukuana's te zijn en de Kukuana's blijken weer de bewakers van de mijnen te zijn. Niet alleen worden de mijnen streng bewaakt, ze liggen onder een vulkaan en bij betreding zijn er verschillende dodelijke vallen die vermeden moeten worden. Bij aankomst bij de mijnen wordt Jesse gevangen genomen door Gagoola, die de macht van Umbopo afgepakt had en neemt haar mee in de gangen van de mijnen. In de mijnen vindt een kat-en-muisspel plaats en moeten dodelijke vallen ontweken worden. Tegelijkertijd wil de wrede Gagoola, Jesse offeren om zo haar macht te vergroten. Ook vinden ze de geconserveerde lichamen van eerdere koningen en koninginnen, waaronder de Koningin van Seba. De laatste leden van de Duitse expeditie komen aan hun eind, ofwel door gevechten ofwel door de vallen. Gagoola valt in de lava. Uiteindelijk barst de vulkaan uit. Quartermain, Jesse en Umbopo weten nog net op tijd te ontsnappen en de lava sluit alle ingangen af. Umbopo krijgt zijn rechtmatige plek als koning terug en Quartermain en Jesse vertrekken. Quartermain blijkt echter een grote edelsteen meegenomen te hebben.

## Rolverdeling
| Acteur              | Personage        |
| ------------------- | ---------------- |
| Richard Chamberlain | Allan Quatermain |
| Sharon Stone        | Jesse Huston     |
| Herbert Lom         | Colonel Bockner  |
| John Rhys-Davies    | Dogati           |
| Ken Gampu           | Umbopo           |
| June Buthelezi      | Gagoola          |
| Sam Williams        | Scragga          |
| Shaike Ophir        | Kassam           |
| Mick Lesley         | Dorfman          |
| Vincent Van der Byl | Shack            |
| Bob Greer           | Hamid            |
| Oliver Tengende     | Bushiri          |
| Neville Thomas      | Duitse piloot    |